# Іргелинський сільський округ
Іргели́нський сільський округ (каз. Іргелі ауылдық округі, рос. Иргелинский сельский округ) — адміністративна одиниця у складі Карасайського району Алматинської області Казахстану. Адміністративний центр — село Іргелі.
Населення — 32792 особи (2021; 15313 у 2009, 9952 у 1999, 8623 у 1989).
Станом на 1989 рік існувала Октябрська сільська рада (села Кемертоган, Октябр, Прямий Путь, Путь Ільїча). Пізніше село Теректі (колишнє Октябр) увійшло до складу міста Алмати.

## Склад
До складу округу входять такі населені пункти:
| Населений пункт  | Населення, осіб (1989) | Населення, осіб (1999) | Населення, осіб (2009) | Населення, осіб (2021) |
| ---------------- | ---------------------- | ---------------------- | ---------------------- | ---------------------- |
| Іргелі, село     | 3719                   | 4356                   | 6284                   | 16450                  |
| Кемертоган, село | 464                    | 761                    | 1260                   | 5891                   |
| --МТФ            | -                      | -                      | -                      | 12                     |
| Коксай, село     | 4440                   | 4835                   | 7769                   | 10439                  |